# Маради (регион)
Маради (фр. Maradi) — регион в Нигере. Площадь региона Маради равна 41 796 км². Численность населения составляет 3 117 810 человек (на 2011 год). Плотность населения — 74,60 чел./км². Административный центр — город Маради.

## География
Регион Маради расположен в южной части Нигера. На севере от него находится провинция Агадес, на западе — провинция Тахуа, на востоке — провинция Зиндер. К югу от Маради проходит государственная граница Нигера с Нигерией.
По природным условиям территория Маради относится к зоне сахель.

## Население
Наибольшая часть населения региона — народ хауса.

## Административное деление

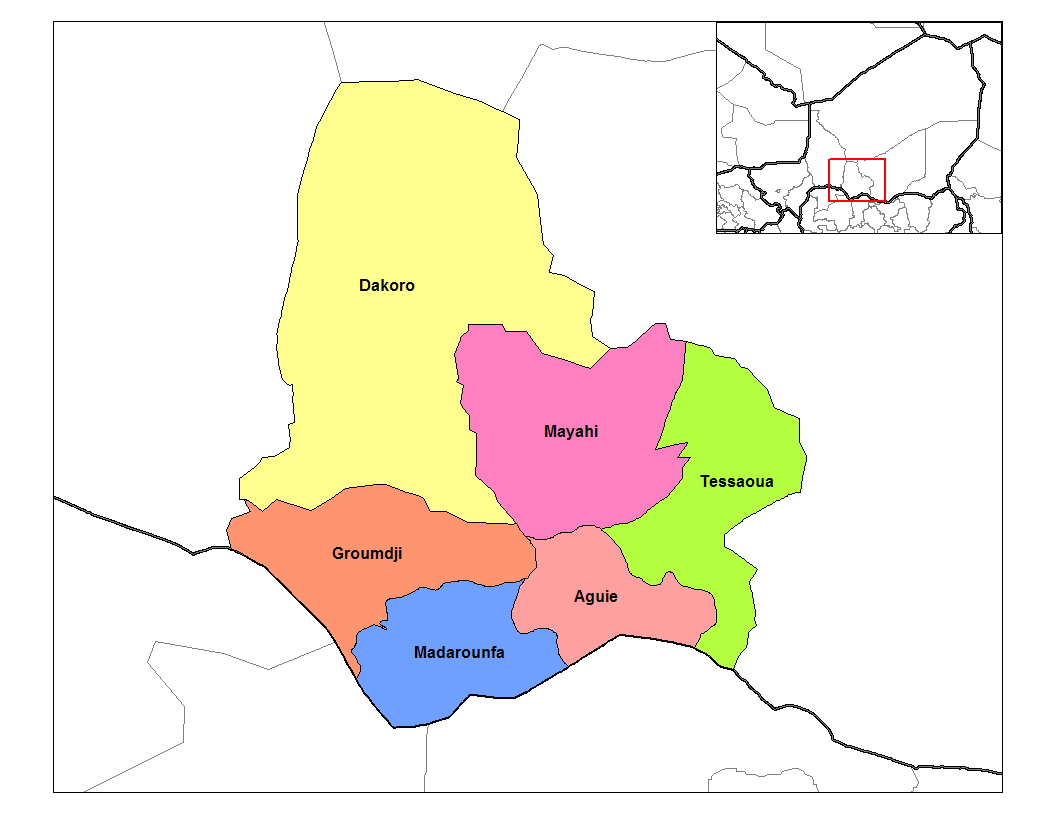
Департаменты региона Маради.

В административном отношении провинция подразделяется на 6 департамантов и 1 муниципию (город Маради).
Департамент Агиэ (Aguié):
- Площадь: 3001 км²
- Население: 386 197 чел. (2011)

Департамент Дакоро (Dakoro):
- Площадь: 17 670 км²
- Население: 606 862 чел. (2011)

Департамент Гидан-Румджи (Guidan-Roumdji):
- Площадь: 4929 км²
- Население: 485 743 чел. (2011)

Департамент Мадарунфа (Madarounfa):
- Площадь: 3773 км²
- Население: 612 798 чел. (2011)

Департамент Маяхи (Mayahi):
- Площадь: 6952 км²
- Население: 546 826 чел. (2011)

Департамент Тесава (Tessaoua):
- Площадь: 5471 км²
- Население: 479 384 чел. (2011)

## Экономика
Провинция Маради является житницей Нигера. Здесь выращиваются табак, соя, пшеница, арахис, хлопок; но в первую очередь — главные продуктовые культуры страны: просо и бобы корниль.